# Vidalia kijanga
Vidalia kijanga är en tvåvingeart som beskrevs av Chua och Ooi 1997. Vidalia kijanga ingår i släktet Vidalia och familjen borrflugor. Inga underarter finns listade i Catalogue of Life.